# Фоссано
Фоссано (итал. Fossano) — коммуна в Италии, располагается в регионе Пьемонт, в провинции Кунео.
Население составляет 24595 человек (2008 г.), плотность населения составляет 189 чел./км². Занимает площадь 130 км². Почтовый индекс — 12045. Телефонный код — 0172.
Покровителем коммуны почитается святой Иувеналий Нарнийский, празднование в первое воскресение мая.

## Демография
Динамика населения:

## Города-побратимы
- Рафаэла, Аргентина
- Кампоногара, Италия
- Длуголенка, Польша

## Известные уроженцы
- Фиоренцо Бава Беккарис (1831–1924) – итальянский военачальник и сенатор.

## Администрация коммуны
- Официальный сайт: http://www.comune.fossano.cn.it/